# المعركة الأخيرة
المعركة الأخيرة هي أحد روايات الفنتازيا العُليا للأطفال، كتبها سي. إس. لويس ونشرتها دار رئيس بدلي في 1956. كانت الرواية السابعة والأخيرة في سجلات نارنيا (1950-1956). شأنها شأن الروايات الأخرى في السلسلة، نفذت پاولينى باينيس الرسومات الموجودة في الرواية، واحتُفظ بأعمالها في العديد من النسخ التي صدرت لاحقًا.
تدور أحداث المعركة الأخيرة بشكل كامل تقريبًا في عالم نارنيا، ويصل الأطفال الإنجليز المشاركين في منتصف القصة فقط. تقع أحداث القصة بعد قرابة 200 عامًا نارنيًا من الكرسي الفضي وقرابة 2500 عامًا (و49 عامًا أرضيًا) منذ خلق العالم المروي في ابن أخت الساحر. ظهر ازلان مزيف في المناطق الحدودية الشمالية الغربية، واندمج الصراع بين النارنيين الحقيقيين والمزيفين مع الصراع بين ونارنيا وكالورمين، التي يعبد شعبها تاش. ما خلص إلى نهاية العالم على يد ازلان، بعد «معركة أخيرة» انهزم فيها عمليًا.
نشرت دار ماكمالين الأمريكية النسخة الأمريكية في غضون عام ميلادي.
فاز لويس وروايته المعركة الأخيرة بميدالية كارنيجي السنوية من رابطة المكتبات، كما اختاره الموضوع البريطاني كأفضل كتاب للأطفال في العام. كتب المؤلف إلى الرسامة باينيس «أليست بالأحرى ميداليتنا؟ أنا واثق من أن الرسومات قد أُخذت في الاعتبار بجانب النص».

## حبكة الرواية
في شمال نارنيا، أقنع قرد يُسمى شيفت حمارًا حسن النية ولكنه أبله، ويُدعى بازل، بارتداء جلد الأسد (وهو اقتباس من قصة إيسوب حمار في جلد أسد) وتظاهر بأنه الأسد العظيم ازلان. مستخدمًا بازل كقطعة شطرنج، خدع شيفت الكثير من النارنيين ليخدموا الكالورمينيين ويقطعوا الأشجار المتكلمة من أجل الأخشاب. ستُدفع الأموال في خزانة ازلان، التي يسيطر عليها شيفت، بدعوى أنها ستستخدم لصالح النارنيين.
تمتعت نارنيا بالسلام والرخاء منذ حكم الملك كاسبين الخامس، ولكن القنطور رونويت حذر تيريان، آخر ملوك نارنيا، من حدوث أمور غريبة وشريرة لنارنيا وأن النجوم تنذر بتطورات مشؤومة. سمع تيريان وصديقه أحادي القرن جيويل بنبأ الموت من الأشجار المتكلمة واندفعوا بطيش لمجابهة الخطر، وتلقى رونويت التعليمات بالذهاب وجمع جيشًا صغيرًا للانضمام إليهم. وجدوا اثنين من الكالورمينيين يسيئون معاملة حصان نارني متكلم، فقتلوهم بجنون؛ وسلموا أنفسهم إلى ازلان شاعرين بالخزي. في انتظار الحكم، اكتشف تيريان المهزلة التي اختلقها شيفت بالمشاركة مع القطة المتكلمة جينجر والجنرال الكالورميني ريشدا تاركان: وهي ادعائهم بأن ازلان والإله الكالورميني تاش هما واحد ونفس الذات. عندما اتهم القرد بالكذب، رُبط تيريان إلى شجرة خلال الليل وسيواجه الحكم في الصباح التالي. عالجته بعض مخلوقات الغابة ممن تعاطفوا مع معاناته، ولكنهم لم يستطيعوا الوقوف في وجه ازلان.
دعا تيريان ازلان لمساعدته وتلقى رؤية من «أصدقاء نارنيا» مجتمعين في عالمنا - الأستاذ كيركي وبولي بلومر وبيتر بيفينسي وإيدموند بيفينسي ولوسي بيفينسي ويوستاس سكراب وجيل بول، على الرغم من أنه لا يعرف من يكونوا. رأوا أيضًا تيريان، وبالرغم من أنه لا يستطيع التحدث إليهم، خمنوا أنه رسول من نارنيا. بعد مرور بضع دقائق بتوقيت نارنيا -ولكن بعد أسبوع من منظورهم- وصل جيل ويوستاس إلى نارنيا. أطلقوا سراح الملك وأنقذوا جيويل. أدرك بازل حماقته وانضم إليهم.